# Antonínov
Antonínov (německy: Antoniwald) je vesnice, část obce Josefův Důl v okrese Jablonec nad Nisou. Nachází se asi 2 km na jihovýchod od Josefova Dolu, po levé straně údolí říčky Kamenice. Antonínovem vede železniční trať Smržovka – Josefův Důl se zastávkou Antonínov.
Antonínov je také název katastrálního území o rozloze 1,29 km2. Antonínov se rozkládá na jižní patě Mariánské hory. Na jihovýchodu hraničí se vsí Mariánská Hora a Albrechtice v Jizerských Horách. Na jihozápadě pak s Dolním Maxovem – další součástí Josefova Dolu; na severozápadě pak se samotným Josefovým Dolem. Hranici s Dolním Maxovem tvoří přibližně řeka Kamenice, s Josefodolem pak potok Jedlová.

## Historie
První písemná zmínka o vsi pochází z roku 1697.
Do roku 1880 byla obec součástí obce Albrechtice v Jizerských horách, v letech 1890–1930 samostatnou obcí a od roku 1950 patří jako místní část obce Josefův Důl.
Ve vesnici do konce roku 2008 využívalo objekt číslo popisné 163 hlavní město Praha pro školy v přírodě jím zřizovaných školských zařízení.

## Obyvatelstvo
| Rok            | 1869 | 1880 | 1890 | 1900  | 1910  | 1921 | 1930 | 1950 | 1961 | 1970 | 1980 | 1991 | 2001 | 2011 | 2021 |
| -------------- | ---- | ---- | ---- | ----- | ----- | ---- | ---- | ---- | ---- | ---- | ---- | ---- | ---- | ---- | ---- |
| Počet obyvatel | 692  | 811  | 975  | 1 166 | 1 170 | 989  | 992  | 512  | 393  | 343  | 259  | 212  | 205  | 207  | 190  |
| Počet domů     | 103  | 113  | 130  | 152   | 162   | 168  | 189  | 191  | 191  | 104  | 82   | 86   | 81   | 91   | 91   |

## Galerie

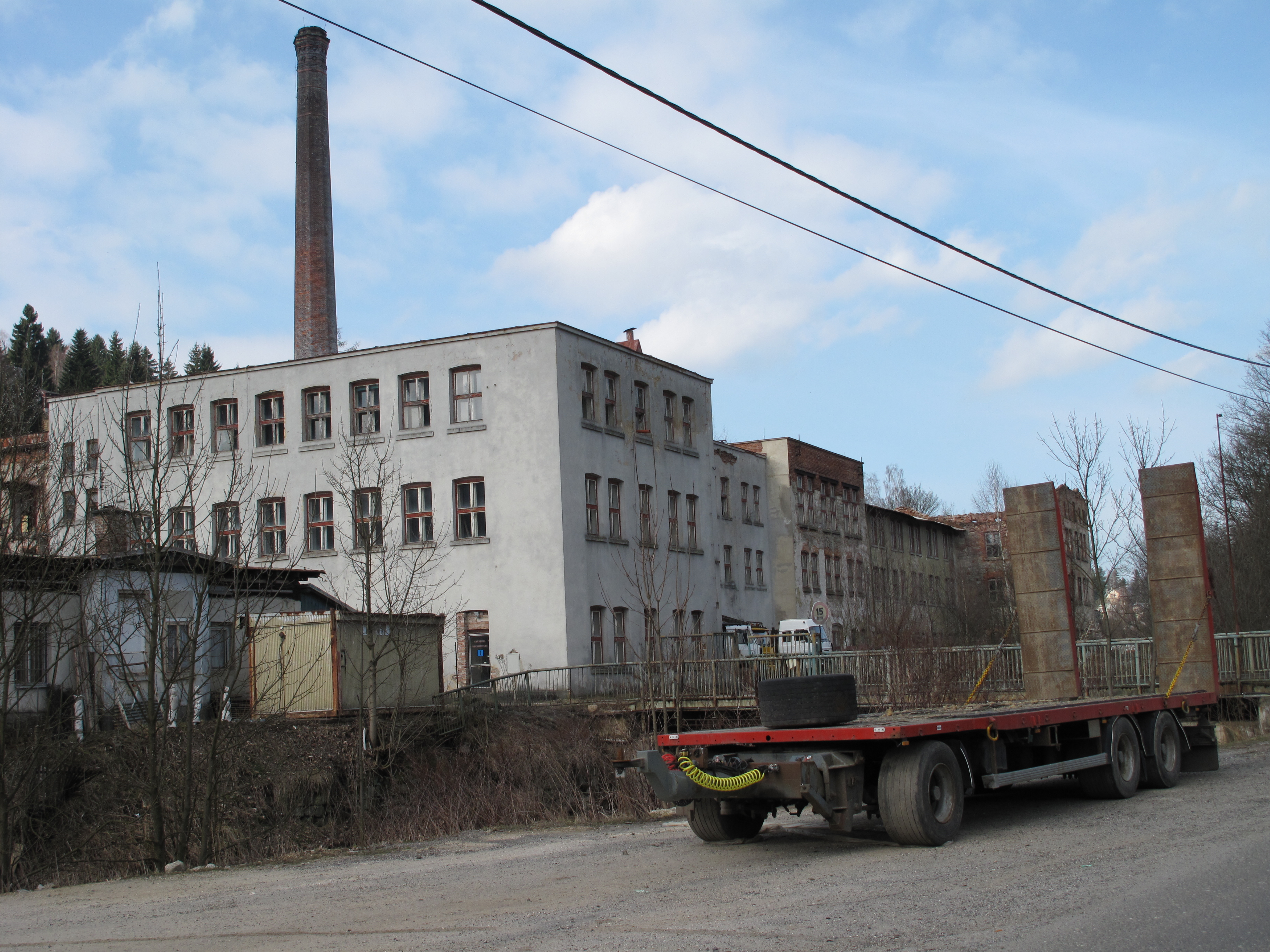
Bývalá sklárna
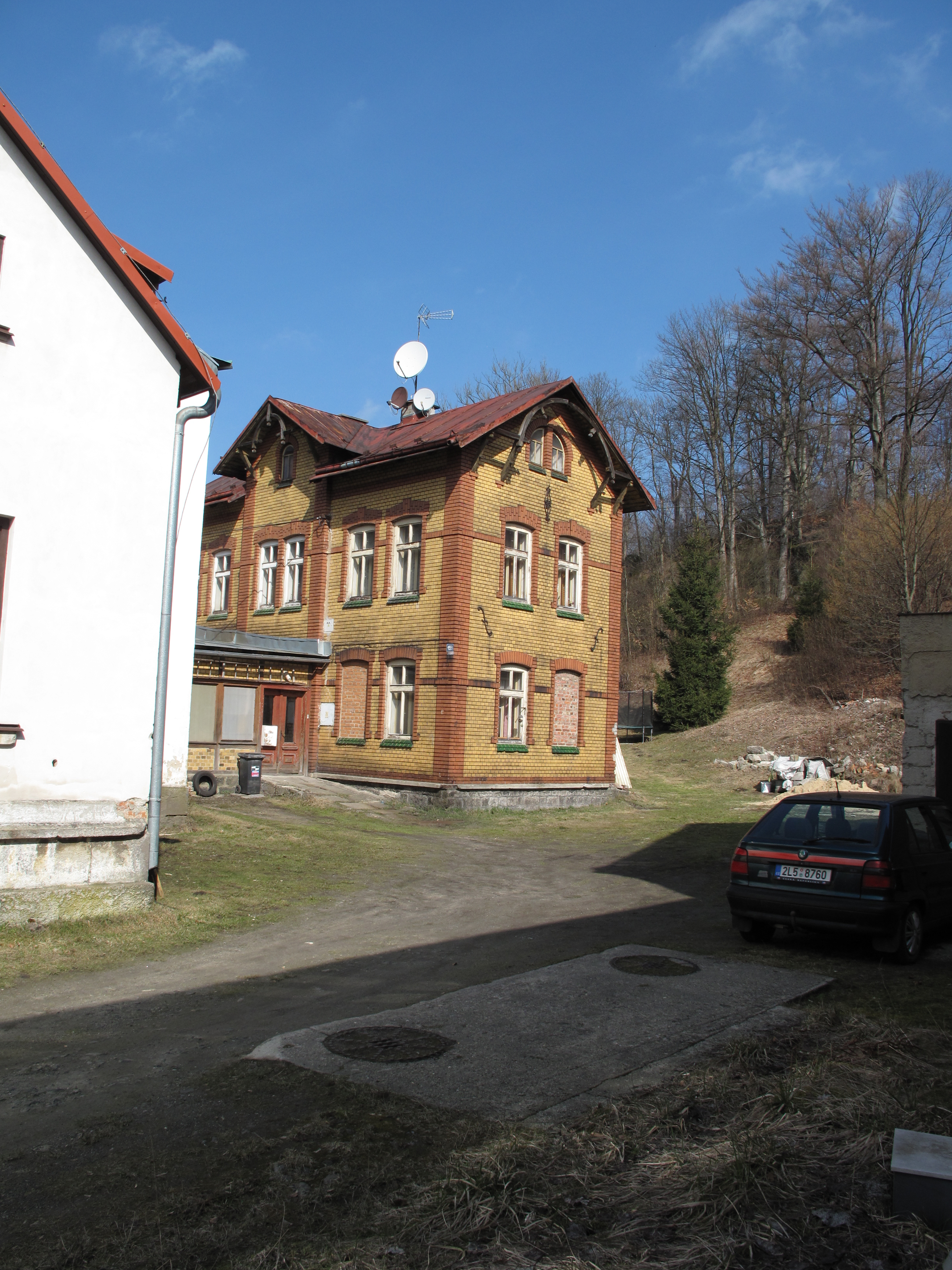
Cihlový dům
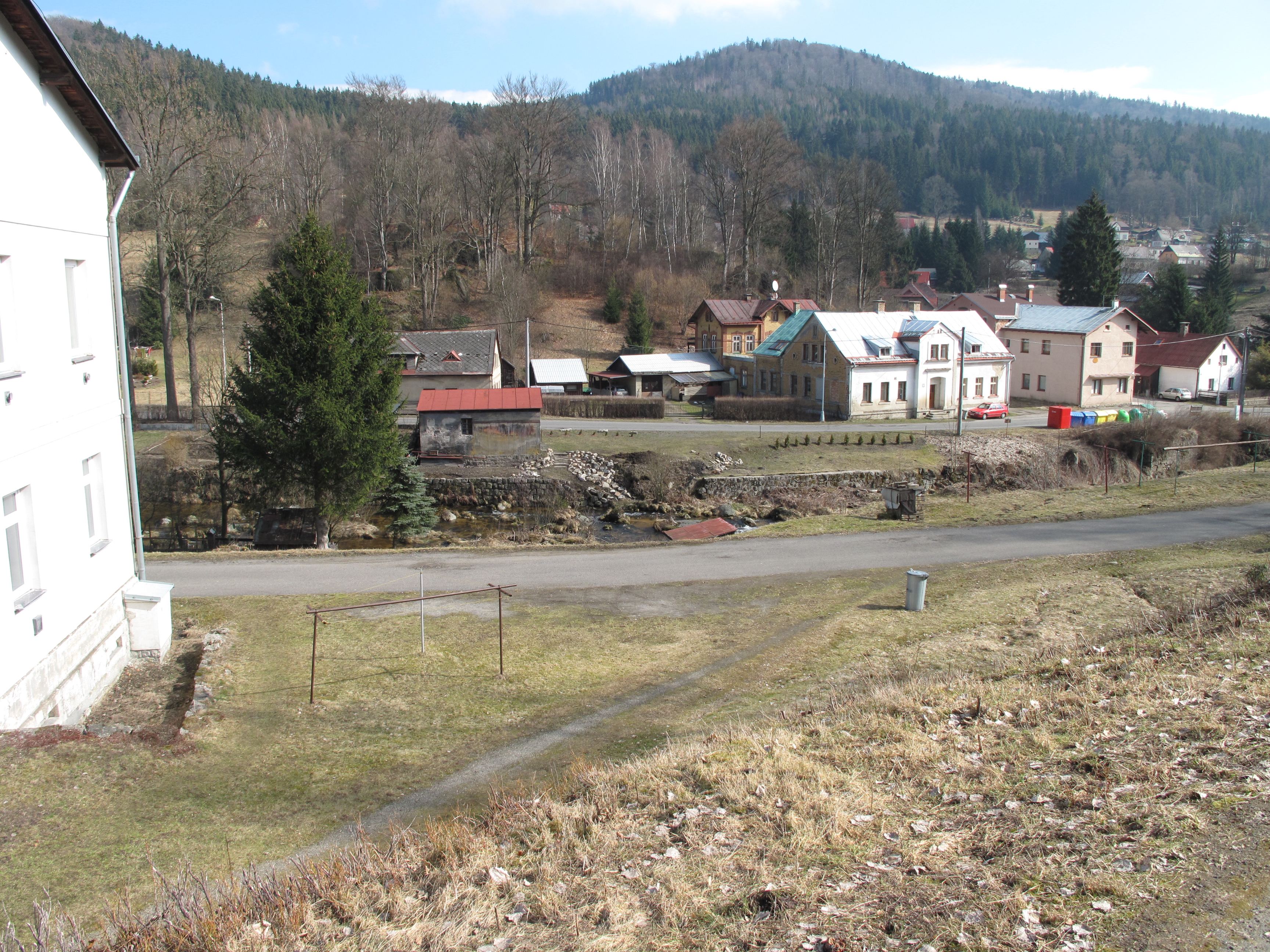
Domy u řeky
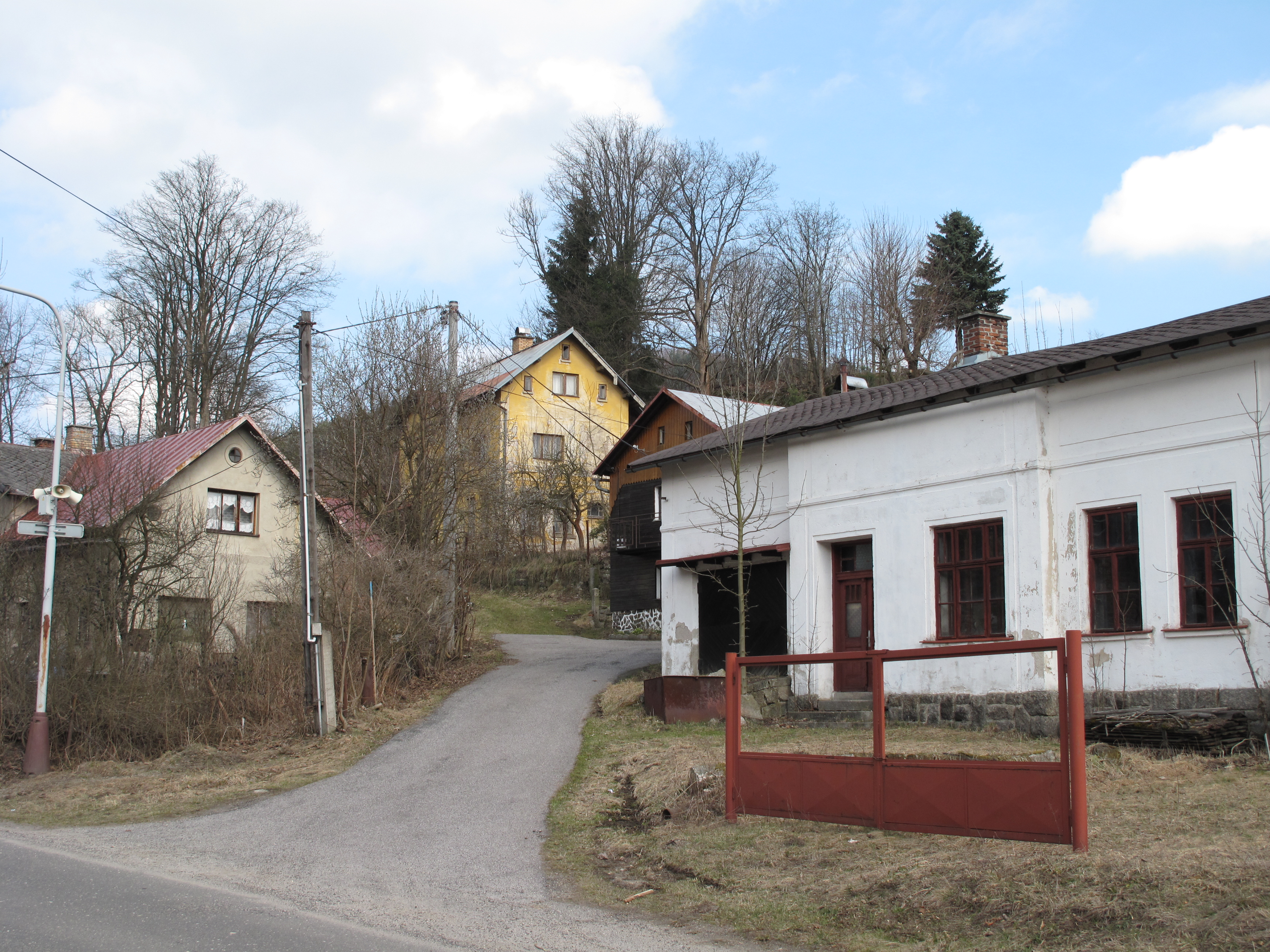
Cesta